# ماري واتسون ويتني
ماري واتسون ويتني (بالإنجليزية: Mary Watson Whitney)‏ (11 سبتمبر 1847 – 20 يناير 1921) عالمة فلك أمريكية لمدة 22 عاماً، ورئيسة 'مرصد فاسار [الإنجليزية]' الذي نشرت فيه 102 مقالة علمية تحت إشرافها.

## النشأة والتعليم
ولدت يتني في مدينة والثام، ماساتشوستس في عام 1847م. والدتها السيدة ماري واتسون كرور ووالدها السيد ساميول باتريك ويتني. كان والدها ناجحًا في مجال العقارات وغنيًا بما يكفي لتزويد ابنته ماري التعليم ذي المستوى الجيد بالنسبة للمرأة في ذلك الوقت. فالتحقت بمدرسة في والثام حيث برعت في مادة الرياضيات وتخرجت من المدرسة الثانوية العامة في عام 1863م. كان يتم تدريسها بشكل خاص ووحدها لمدة سنة واحدة قبل أن تلتحق بكلية فاسار في عام 1865م، حيث قابلت فيها عالمة الفلك ماريا ميتشل. و خلال فترة دراستها في كلية فاسار، توفي والدها وفقدت شقيقها في البحر. و في عام 1868م حصلت على شهادتها.
و منذ عام 1869 و حتى عام 1870م التحقت ماري ببعض الدورات التي تتناول مواضيع مثل الكواتيرنيون و الميكانيكا السماوية التي وضعها عالم الرياضيات ببنيامين بيرس (في جامعة هارفارد). و في ذلك الوقت، لم يكن للنساء فرصة للالتحاق بجامعة هارفارد فحضرت ماري هناك كزائرة. و من ثم حصلت على درجة شهادة الماجستير من فاسار في عام 1872م، وبعد ذلك ذهبت إلى مدينة زيوريخ في سويسرا وعاشت فيها لمدة 3 سنوات لدراسة الرياضيات والميكانيكا السماوية.

## الحياة المهنية
بعد عودتها إلى الولايات المتحدة عملت بوظيفة معلمة في مدرسة ثانوية في مسقط رأسها، ومن بعدها أصبحت مساعدة لماريا ميتشل في فاسار. و في عام 1888م، وبعد انتهاء عملها لدى ميتشل، أصبحت بروفيسورة ومديرة المرصد في فاسار إلى أن تقاعدت في عام 1915م لأسباب صحية.
و خلال حياتها المهنية ركزت على مهنة التدريس والبحوث المتعلقة بالنجوم المزدوجة، والنجوم المتغيرة، والكويكبات، والمذنبات، والقياسات الخاصة بالألواح الفوتوغرافية. و كان من ضمن اهتماماتها أيضا نشر مقالات بلغ عددها 102 مقالة في 'مرصد فاسار'. و في عام 1889م مرضت كلاً من والدة ماري وشقيقتها، فتم نقلهن إلى المرصد ليتسنى لويتني العناية والاهتمام بهن وفي نفس الوقت مواصلة عملها الجزئي. و بعد مرور سنتين من وفاتهن، استأنفت عملها بدوام كامل. و كانت ويتني تابعة للجمعية الأمريكية 'لتقدم العلوم' وعضوة في ميثاق 'Astronomical and Astrophysical Society'.

## أواخر حياتها
توفيت ماري ويتني في مدينة والثام يوم 20 من يناير عام 1921م بسبب إصابتها بالالتهاب الرئوي.

## الروابط الخارجية
- ماري واتسون ويتني على موقع الموسوعة البريطانية (الإنجليزية)

- Whitneygen.org